# Roberto Suazo Córdova
Pour les articles homonymes, voir Córdova.
Roberto Suazo Córdova, né le 17 mars 1927 à La Paz (Honduras) et mort le 22 décembre 2018 à Tegucigalpa (Honduras), est un homme d'État hondurien. Il est président de la République du 27 janvier 1982 au 27 janvier 1986.

## Biographie
En 1949, Roberto Suazo Córdova obtient son diplôme de médecin de l'université de San Carlos de Guatemala. Après avoir obtenu son diplôme, il exerce sa profession à l'hôpital général de Guatemala. En 1953, il retourne dans sa ville natale où il pratique la médecine pendant 25 ans.
Durant son séjour à La Paz, le docteur Suazo entre dans la vie politique en tant que membre du Parti libéral.
Roberto Suazo Córdova représente La Paz au Congrès hondurien en tant que libéral et devient le personnage le plus important du parti en 1979. À cette époque, il remplace la figure historique du Parti libéral Modesto Rodas en tant que coordinateur général.
En 1980, la junte militaire dirigée par le général Policarpo Paz décide de rétablir le pouvoir civil au Honduras en vertu d'une nouvelle constitution. Roberto Suazo Córdova est élu président de la convention constitutionnelle subséquente.
En raison de sa popularité parmi les libéraux, Roberto Suazo Córdova est désigné candidat à la présidentielle pour les élections du 29 novembre 1981. Il est élu premier président constitutionnel du Honduras après dix ans de régime militaire en battant son rival Ricardo Zúñiga du Parti national avec 53 % des voix.

### Présidence
Roberto Suazo Córdova remporte l'élection avec la promesse de mener à bien un ambitieux programme de développement économique et social au Honduras, afin de lutter contre la récession dans le pays.
Il compte sur l'aide financière des États-Unis afin de mettre en œuvre son plan. Le Honduras est alors très important pour les intérêts américains dans la région, en raison notamment de la résilience de Fidel Castro à Cuba et du renversement d'Anastasio Somosa au Nicaragua par les sandinistes.
Bien que l'aide américaine soit abondante et versée en temps voulu, le gouvernement Suazo se révèle incapable de reconstruire l'économie d'un Honduras endommagé. Le déficit du pays monte en flèche, en raison de dépenses militaires fortes.
Roberto Suazo Córdova tente diverses solutions et limoge la plupart des membres de son cabinet, ce qui finalement ne réussit pas à stopper le déclin économique du pays.